# 伊萨克·帕雷德斯
伊萨克·埃德加多·帕雷德斯·卡尔德隆（西班牙語：Isaac Edgardo Paredes Calderón，1999年2月18日—），是一位来自墨西哥的职业棒球选手，司职内野手，目前效力于美国职棒大联盟的休士頓太空人。他在2020年球季代表底特律老虎完成了大联盟首秀，在2022年球季前被交易至坦帕湾光芒，并在为其效力期间首次入选全明星赛。2024年季中被再次交易回归芝加哥小熊。2024年12月，被小熊隊交易至休士頓太空人。

## 职业生涯

### 芝加哥小熊
2015年7月，帕雷德斯以国际球员身份与芝加哥小熊签约，签约金50万美元。2016年，未满18岁的帕雷德斯代表小熊的新人联盟球队完成了职业生涯首秀，在当赛季代表球队出战47场，打击率为.305，击出一支本垒打和26分打点。随后他前往1A等级球队南灣小熊，并代表球队出战3场。2017年，帕雷德斯从南湾小熊开始新赛季，当赛季为球队出战92场，打击率为.264并送出7轰和49分打点。

### 底特律老虎
2017年7月31日，帕雷德斯和一起被交易至底特律老虎以换取和贾斯汀·威尔森。帕雷德斯在交易后从老虎的1A球队西密歇根白帽继续小联盟生涯，在当年为其出战32场。2017年球季结束后，帕雷德斯代表奥夫雷贡亚基人出战了墨西哥太平洋联盟的比赛。
2018年，帕雷德斯从高阶1A的湖地市老虎开始赛季，并在当年晚些时候升上2A。当年帕雷德斯在高阶1A和2A总共出战123场，打击率为.278，送出15支全垒打和70分打点。
2019年，帕雷德斯继续在2A球队伊利海狼登场，同年夏天他被选入参加未来之星明星赛。他在当赛季为伊利海狼出賽127场，打击三围为.282/.368/.416，仅被三振61次却选到57次保送，此外还击出13支全垒打和66分打点。赛季结束后帕雷德斯被选入亚利桑那秋季联盟的名单，并被底特律老虎队选入40人名单以规避規則五選秀。
2020年8月17日，老虎将帕雷德斯召上大聯盟，当日他作为三壘手先发出战芝加哥白襪。在帕雷德斯的第二个打席，他在满垒的局面下面对吉奧·岡薩雷茲击出一支带有两分打点的一垒安打，这也是他大联盟生涯的第一支安打和前两分打点。8月21日，帕雷德斯在與克里夫兰印第安人的比赛中，从亚当·普拉特科的手中击出滿壘全壘打，这也是他大联盟生涯第一支全垒打。这使得帕雷德斯成为2010年布伦南·伯施以来第一位首支全垒打就是满贯炮的老虎新秀，亦是1954年艾爾·卡萊恩后老虎队击出满贯炮的最年轻球员。2020年帕雷德斯代表老虎出賽34场，打击率.220，仅击出一支全垒打和6分打点。
帕雷德斯并没有在2021年球季开始时进入老虎隊大聯盟名单，他在3A球队托利多泥母鸡度过了上半赛季，于6月8日被老虎召回上聯盟。7月22日，他因为大腿酸痛被加入10天伤病名单，此后帕雷德斯被調到1A复健，并重新回到3A出赛。9月19日老虎再次将其召上大聯盟，直至赛季结束。该赛季帕雷德斯打击率为.208，只有一支全壘打和5分打点。

### 坦帕湾光芒
2022年4月4日，老虎队将帕雷德斯和一个2022年的B轮平衡选秀权交易给坦帕湾光芒，换取外野手奧斯汀·米多斯。帕雷德斯開季在3A球队杜罕公牛起步，5月1日被光芒召上大聯盟，出戰明尼苏达双城。5月18日，光芒主场迎战帕雷德斯的老东家老虎，帕雷德斯在3下和8下各敲出两發阳春炮，这也是他生涯单场击最多支全垒打的紀錄。
6月21日，帕雷德斯在对阵紐約洋基的比赛中更连续轰出三發全垒打。次日的比赛中，帕雷德斯在首个打席面对喬丹·蒙哥馬利再次轰出阳春炮，这使得他成为光芒队史上首位连续四个打數都打出全垒打的球员。